# Anna Marongiu
Anna Marongiu (Cagliari, 1º gennaio 1907 – Roma, 30 luglio 1941) è stata una pittrice, incisore e acquafortista italiana.
Artista sarda della prima metà del Novecento, è stata pittrice, autrice di incisioni, acqueforti e illustrazioni.

## Biografia
Sin dall'infanzia mostrò una spiccata vocazione artistica e una innata capacità espressiva. Studiò pittura con Coromaldi e, contemporaneamente frequentò l'Accademia Inglese in Roma, partecipando giovanissima a diverse esposizioni, con opere di varia tecnica e con disegni a penna.
Apprese da Carlo Alberto Petrucci, direttore della Calcografia di Stato, oggi Istituto Nazionale della Grafica, la tecnica dell'incisione ad acquaforte, in cui doveva rivelare le sue qualità di artista. Alla ricchezza di fantasia accoppiava una perfezione grafica e una non comune vigoria di espressione dei sentimenti, da quello religioso a quello chimerico, dal drammatico all'umoristico.
Negli ultimi anni della sua breve esistenza si dimostrò esperta anche nell'uso del bulino, dando prove della capacità raggiunta nell'esercizio di tale raro e arduo mezzo espressivo.
Svolse attività anche in campo illustrativo, elaborando serie figurative a commento dei manzoniani Promessi Sposi e del Sogno di una notte di mezza estate di Shakespeare e lasciando inedita un'ampia raccolta di disegni a penna e ad acquerello - ispirati dal "Circolo Pickwick" di Charles Dickens - che attualmente sono custoditi presso il Dickens House Museum di Londra.
Partecipò a diverse mostre in Sardegna: nel 1938 tenne la prima personale a Cagliari, presso la Galleria Palladino. Fu presente a numerose manifestazioni d'arte, in Italia e all'estero, tra le quali quelle svolte a Bordeaux (1932), a Riga (1935), ad Abbazia (1936), ad Atene (1937), a Bucarest (1937), e in America centrale (1939). Partecipò alla Mostra dell'incisione Italiana Moderna a Roma (1940). Sue opere furono presentate alla Mostra delle incisioni italiane a Sassari (1950), che era curata dalla Calcografia Nazionale e alla mostra L'arte nella vita del Mezzogiorno a Roma (1953).
Anna Marongiu perì tragicamente in un incidente aviatorio a Ostia, il 30 luglio 1941.

## Produzione artistica
Nel 1942 una prima mostra retrospettiva fu organizzata presso la Galleria di Roma, presentata da Carlo Alberto Petrucci, cui fecero seguito analoghe iniziative promosse a Cagliari negli anni 1946, 1947 e 1969 dall'Associazione Amici del Libro e dal Soroptimist Club. Una scelta di suoi lavori è stata esposta nella Mostra antologica Quaranta anni d'incisione in Sardegna, realizzata a Quartu S. Elena (Cagliari) nel marzo 1986.
Tra le sue opere si conservano i bozzetti delle pitture con le quali avrebbe dovuto decorare, secondo un incarico ricevuto, la cappella dell'Ospedale Traumatologico di Iglesias. Per eventi connessi al periodo bellico si lamenta la perdita, in epoca successiva alla morte, di diversi lavori, tra i quali, quasi totalmente, la serie di rami incisi riproducenti paesaggi della città natale, in cui l'artista aveva lasciato significativa testimonianza della propria maturità.
Sei acqueforti ritenute particolarmente significative (di cui tre complete di matrice e disegno preparatorio) sono state accolte nel 2005, per la loro conservazione, dall'Istituto Nazionale della Grafica, in Roma.
Ad Anna marongiu è intitolato dal 1947 il Gabinetto delle Stampe, annesso alla Biblioteca dell'Università di Cagliari, presso il quale, alle 57 acqueforti già da tempo custodite, si sono recentemente aggiunte, su donazione della famiglia, le matrici di 34 opere.